# Андрес Мануель дель Ріо
Андрес Мануель дель Ріо Фернандес (ісп. Andrés Manuel del Río Fernández, 10 листопада 1764, Мадрид — 23 березня 1849, Мехіко) — іспанський хімік та мінералолог, першовідкривач хімічного елемента Ванадію.

## Біографія
У 16 років отримав класичну освіту бакалавра в Університеті Алькали. Наступних два роки вивчає приватно фізику та мінералогію. У червні 1782 року отримує королівську стипендію та вивчає хімію, геологію, мінералогію у Королівській академії гірничої справи у Альмаден. У 1783 році їде на навчання у паризький Колеж де Франс, де продовжує навчання у хіміка Жана-П'єра Йозефа д'Арсета. У 1789 році Ріо перебирається у Фрайберг, де зустрічається із директором Фрайберзької гірничої академії — Авраамом Готлобом Вернером та Александом фон Гумбольдтом. Із Губольдтом встановилися дружні стосунки і обоє отримали у Фрайберзі наукові ступені. У 1793 році Ріо повертається у Париж — асистентом Лавуазьє та після арешту Лавуазьє перебирається у Мексику в Національний автономний університет Мексики на посаду професора мінералогії. У 1820 році стає депутатом Генеральних кортесів Іспанії і виступає за незалежність Нової Іспанії. На пропозицію залишатись в Іспанії відповів відмовою і повернувся у Мексику. Був членом численних наукових академій, у тому числі — Французької академії наук, Нью-Йоркської академії наук.

## Відкриття Ванадію

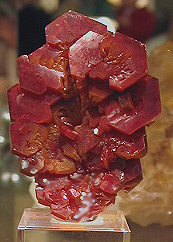
Ванадиніт. Pb_{5}(VO_{4})_{3}Cl.

У 1801 році Дель Ріо отримує зразки мінералу із копальні Пурісіма дель Карденаль у Сімапані (штат Ідальго). При дослідженні цієї свинцевмісної руди plomo pardo, Ріо знаходить новий металічний елемент. Він встановлює, що мінерал ванадиніт є сполукою з новим елементом, хімічні властивості якого не відповідають властивостям інших елементів, відомих на той час. При дослідженні нового елементу Ріо отримав його сполуки, що мали різні забарвлення. У своїй публікації 1802 року він назвав його Панхромій (pancromo — усі фарби). У пізніших публікаціях Ріо назвав його Еритохромом (eritrono — червоний), через червоне забарвлення його лужних солей.
У наступному 1803 році Мехіко відвідує товариш Ріо — Александер фон Гумбольдт. Гумбольдт скептично віднісся до результатів Ріо, і був думки, що це не новий елемент, а відкритий у 1797 році елемент Хром. При поверненні у Європу Гумбольдт взяв зразки руди для аналізу та вислав їх пізніше у Париж — Іпполиту-Віктору Коллє-Дескотілу для досліджень. Коллє-Дескотіл помилився у аналізі, та виявив лише Хром у руді, яка містила також і його, але як домішку. Александер фон Гумбольдт відхилив таким чином виявлення нового елемента. Ріо схилився до авторитету Гумбольдта, та висловив думку, про те, що його аналіз був помилковим.
У 1830 році шведський хімік Нільс Габріель Сефстрьом знову відкрив хімічний елемент Ванадій. Одразу після цього Фрідріх Велер встановив, що у випадку відкриття Сефстрьома та Ріо — елементів Ванадію та Еритохрому йдеться про один і той же хімічний елемент. Таким чином відкриття нового елементу посунулося на 29 років. Вперше металічний ванадій виділив британський хімік Генрі Енфілд Роско у 1867 році — відновленням хлориду ванадію воднем.